# Phloeodes emarginatus
Phloeodes emarginatus es una especie de coleóptero de la familia Zopheridae.

## Distribución geográfica
Habita en Texas (Estados Unidos).